# Miliu
Miliu (gr. Μηλιού) – wieś w Republice Cypryjskiej, w dystrykcie Pafos. W 2011 roku liczyła 89 mieszkańców.